# Giv'at Alija

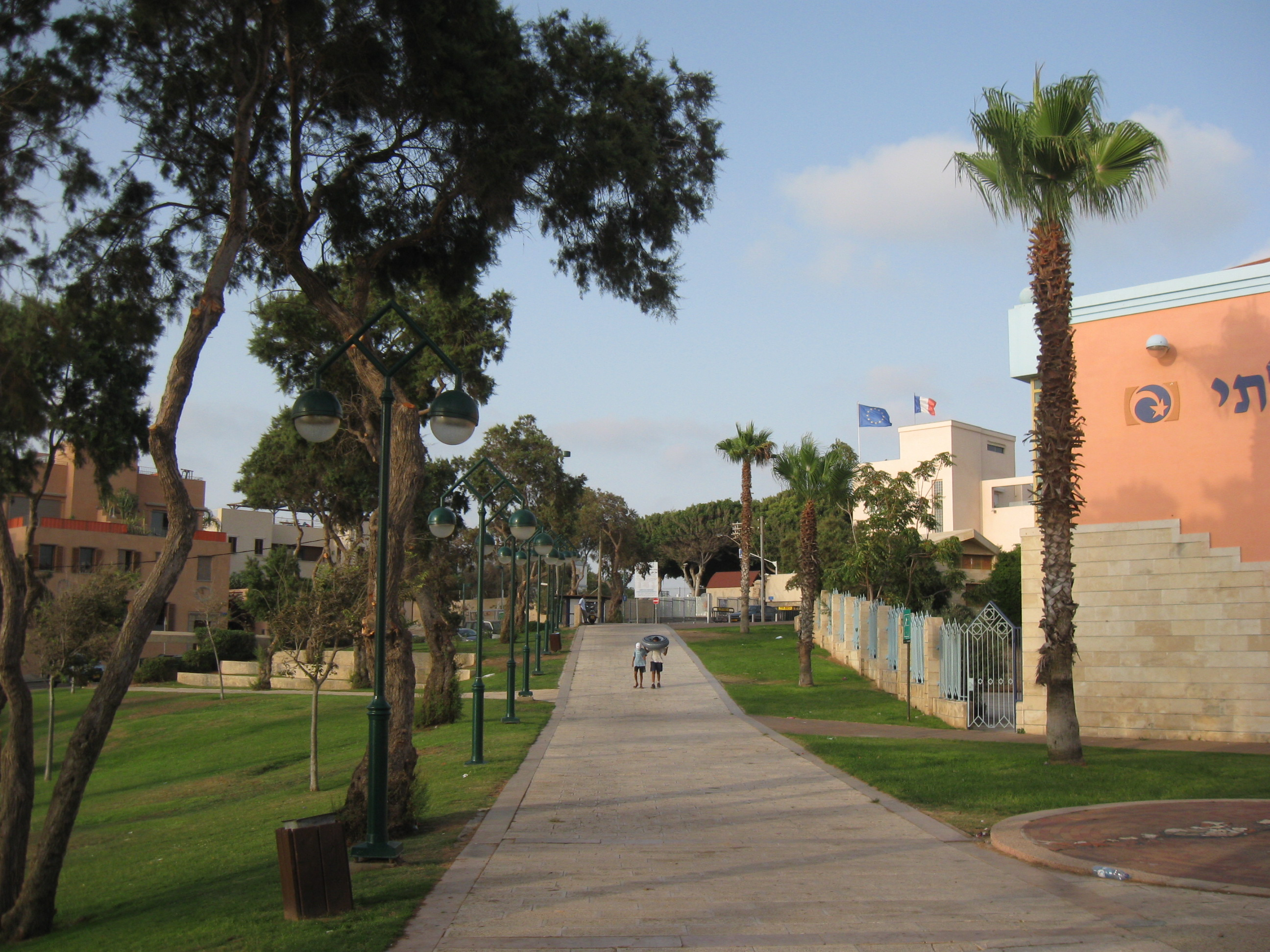
park Toulouse na pomezí čtvrtí Giv'at Alija a Adžami

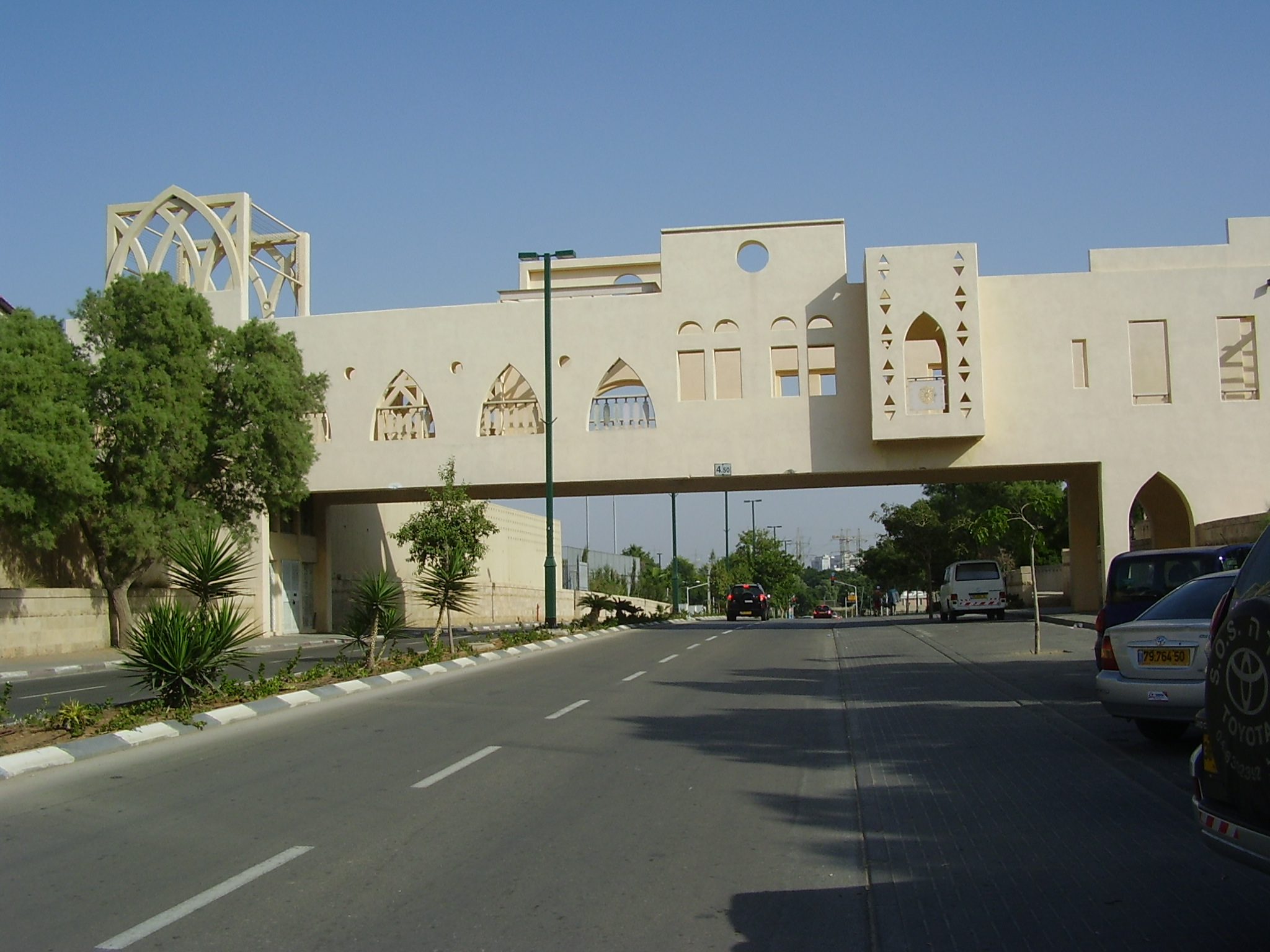
Most pro pěší ve čtvrti Giv'at Alija

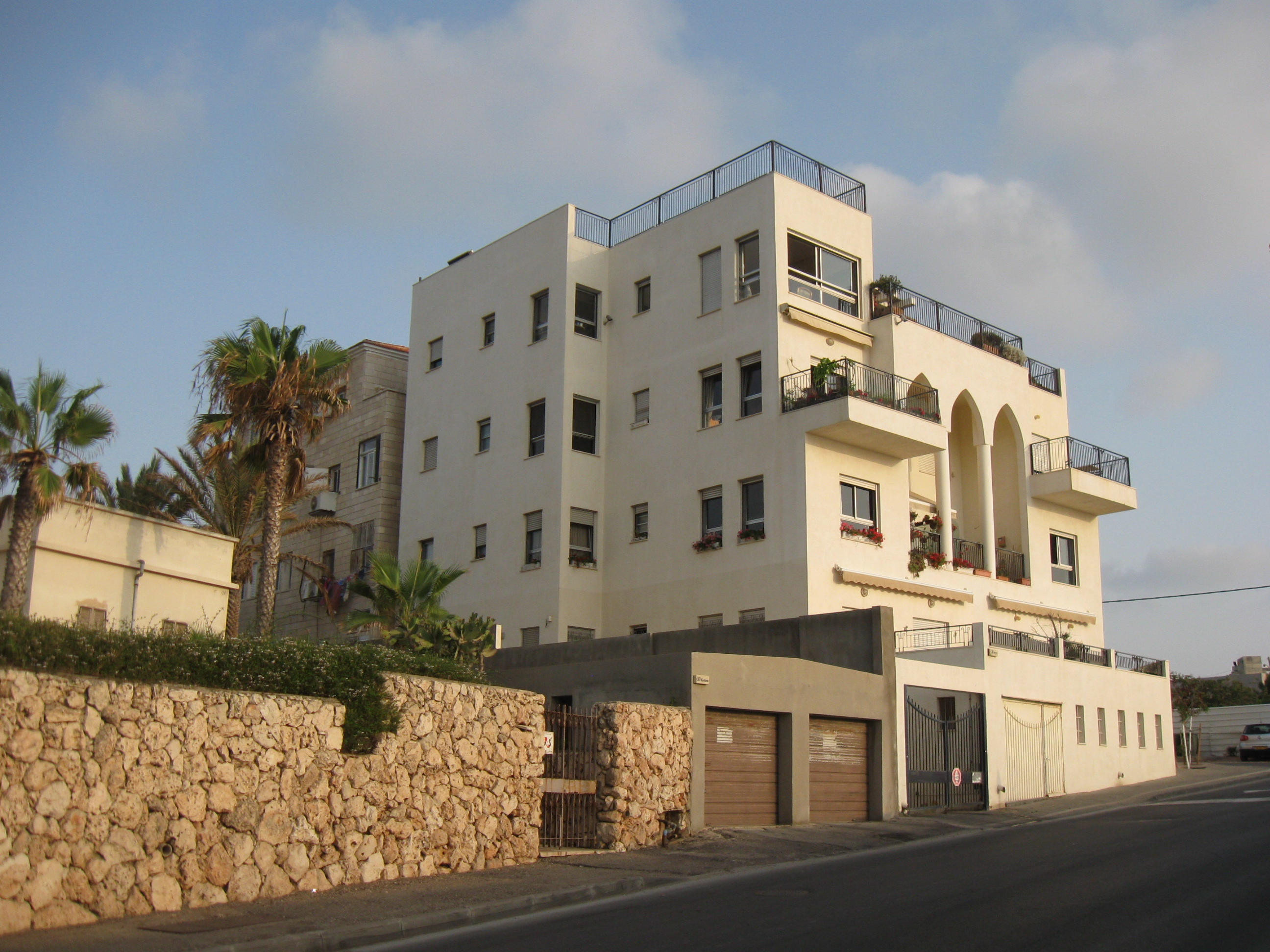
Zástavba ve čtvrti Giv'at Alija

Giv'at Alija (hebrejsky: גבעת עלייה) je čtvrť v jihozápadní části Tel Avivu v Izraeli. Je součástí správního obvodu Rova 7 (Jaffa).

## Geografie
Leží na jihozápadním okraji Tel Avivu, na pobřeží Středozemního moře, cca 2 kilometry jižně od historického jádra Jaffy, v nadmořské výšce okolo 10 metrů. Severně od ní leží čtvrť Adžami, východně Neve Golan (Jafo Gimel).

## Popis čtvrti
Čtvrť volně vymezuje ulice Jefet a mořské pobřeží. Na jihu je hranicí okraj katastru Tel Avivu. Dál k jihu již leží město Bat Jam (hranicí je ulice Simcha Holtzberg, ulice ha-Gvul). Zástavba má charakter volnější městské výstavby. Nacházejí se tu četné veřejné parky, jako park Toulouse nebo, park Kidron a také rozsáhlý Telavivský muslimský hřbitov (vedle něj i menší hřbitovy pro řeckou pravoslavnou a arménskou křesťanskou komunitu). Významnou památkou je mešita Džabalija.